# 欧华导报
欧华导报（英語：Chinese European Post）是一份曾经在德国发行的华语报纸，每月出版一期。由联邦德国中国学生学者联合会创办。2019年停刊。每月发行量五万份。
全德学联曾經拥有机关刊物《真言》、《留德学人报》、《德国导报》、《欧华导报》，曾为旅欧华人提供信息、咨询、论坛和创作园地，丰富旅欧生活，帮助华人进入欧洲社会。